# Blanche d'Aurebruche
Blanche d'Aurebruche (1427-1500?), vicomtesse d'Acy, (arrondissement de Soissons, département de l'Aisne) est une personnalité noble française du XVe siècle. Sa vie, mouvementée et romanesque, marque par l'omniprésence de la violence où elle est à la fois victime et partie prenante. Elle est en même temps une illustration de la rudesse des modes de vie dans les milieux d'hommes d'armes et un reflet de la condition féminine à la sortie du Moyen Âge, où la femme, non entrée en religion, n'existe le plus souvent que par son ou ses mariages. La vie de Blanche d'Aurebruche s'articule ainsi autour de ses trois mariages successifs et de leur évolution, où sa condition de femme la rend dépendante de l'autorité de ses maris. Une œuvre de fiction du XIXe siècle va s'inspirer de cette existence peu commune.

## Biographie
Le nom Aurebruche serait une forme adoucie du mot flamand Overbreuc, la famille ayant une origine située en Artois.
Blanche d'Aurebruche est la fille de Robert d'Aurebruche, descendant d'une grande famille du Boulonnais, sans fortune, qui, veuf d'une première épouse paysanne, s'est marié, afin de la sortir de la débauche, en secondes noces, avec une fille noble, Anne de Francières. Le couple vit modestement dans les environs de Reims. Blanche nait en 1427. La famille devient riche, à la suite de l'héritage reçu en 1435, d'un lointain parent, Guy La Personne, vicomte d'Acy. Robert d'Aurebruche avait un lien de parenté remontant à deux générations avec les La Personne, mais ses droits à hériter étaient contestables et contestés. Robert parvient à ses fins à force d'intrigues et d'habileté. Il détient de ce fait, outre la vicomté d'Acy, la seigneurie de Pernant, le château de Nesles-en-Tardennois, (commune de Seringes-et-Nesles), Coulonges-Cohan, et des domaines en Saintonge.
Cette aisance financière nouvelle n'a pas que des effets positifs pour Blanche, seule héritière. Elle est d'abord cause d'une enfance tronquée : très jeune, elle devient un parti recherché. On la marie alors qu'elle n'est encore qu'une enfant et elle doit terminer la formation de son caractère dans un environnement d'hommes d'armes aux mœurs rudes et violentes. Elle va quasi inévitablement adopter par imitation ces modes de vie, ce qui explique des dérives de sa personnalité et de son comportement. En revanche, ils ont probablement contribué à lui forger un caractère fort, utile pour traverser toutes les vicissitudes qu'elle va connaitre. Ensuite, toute sa vie, elle est en butte aux convoitises de son entourage sur ses biens, d'autant plus sans doute qu'elle est une femme, considérée comme juridiquement mineure pour la gestion de ceux-ci (voir Femmes au Moyen Âge).
Blanche d'Aurebruche va se marier trois fois. Aucune union ne sera paisible mais au contraire chacune se caractérise par des violences, accompagnées d'actions devant les tribunaux, en longues procédures.
Elle n'est pas beaucoup plus épanouie en tant que mère. On lui compte huit enfants de ses trois mariages : un meurt en bas âge, comme il est fréquent à l'époque, on va lui enlever la garde du deuxième et du dernier, à la suite de ses démêlés judiciaires ; seuls lui restent les cinq enfants du deuxième mariage, mais ceux-ci entretiennent des relations conflictuelles avec tous ceux qui n'appartiennent pas à leur famille.
On ne connait pas avec précision la date de son décès : Blanche d'Aurebruche, veuve, âgée d'environ 66 ans, aurait contracté un quatrième mariage avec Jean, seigneur de Mailly vers 1492. On la dit encore vivante en 1500. Les enfants issus des secondes noces reprennent une partie de ses biens.

## Épouse de Guillaume de Flavy (1436-1449)
Blanche d'Aurebruche est demandée très jeune en mariage par un membre de la maison de Béthune, officier de Jean II de Luxembourg-Ligny, au service du duc de Bourgogne allié des Anglais, la France étant alors en pleine guerre de Cent Ans, le prétendant était considéré comme « Bourguignon-anglais.»
S'intéresse plus particulièrement à elle un grand chef de guerre, mais également trouble personnage, Guillaume de Flavy, sur lequel pèse, entre autres, une légendaire accusation, d'avoir trahi Jeanne d'Arc en 1430, année de l'arrestation de l'héroïne. Veuf, chargé d'embonpoint, traînant la jambe, Guillaume est alors âgé d'environ 40 ans. Sa réputation de valeureux homme de guerre mais également d'homme violent fait réfléchir, mais demi-frère du prélat Regnault de Chartres, ami de Georges Ier de La Trémoille grand chambellan du roi, capitaine de Compiègne, possédant plusieurs châteaux dans la région, il représente une alliance très souhaitable, malgré la notable différence d'âge avec la petite Blanche. En outre, Guillaume de Flavy déclare également agir par intérêt patriotique, il dit craindre « que inconvenient en advensist se les places d'icelle Blanche tomboient es mains dudit Angloiz» et souhaite les maintenir dans l'obéissance du roi Charles VII.
Les fiançailles ont lieu en juillet 1436, Blanche a dix ans, ce qui n'empêche pas Guillaume, de consommer le mariage, malgré sa promesse d'attendre trois ans avant de l'épouser. Dans un premier temps, les choses se passent bien : Guillaume se montre empressé, respectueux, et invite la famille à Compiègne où il la reçoit avec faste. Il demeure dans le château de Nesles-en-Tardennois qui appartient à sa femme, ses autres biens ayant, pour la plupart, été, dans l'intervalle, pris ou détruits par les Anglais. Par la suite, sa nature avide et brutale, l'emporte : il s'empare de la fortune de ses beaux-parents, sans leur payer la pension prévue de trois cents livres tournois, « leur mène dure vie», sa belle-mère résiste peu à ce traitement et décède rapidement, son beau-père ayant protesté et s'apprêtant à réclamer au roi, en 1440, il le fait enfermer et enchaîner dans son château de Pernant, près de Soissons. Robert « crioit la faim, mangea partie de ses souliers.»
Il ne traite pas mieux sa jeune épouse, la rudoie, la bat, la séquestre, entretient chez lui des concubines, l'oblige à vendre des terres pour vingt mille écus et affirme vouloir donner une partie des possessions de Blanche, dont la terre de Janville, à deux de ses filles nées hors mariage, qu'il avait fait légitimer. Guillaume s'emporte face aux grossesses de Blanche qui va, malgré tout, donner naissance à deux enfants, un mort très jeune et un fils Charles, dont il est possible qu'il ne soit pas de son mari.
Blanche d'Aurebruche n'est pas qu'une simple victime : elle peut se montrer l'égale de son mari, selon un avocat de la partie adverse lors d'un des procès où elle figure : elle mange beaucoup, boit jusqu'à l'ivresse, et avinée, crache du vin au visage de ses convives ou encore se soulage la vessie contre un mur à l'égal des hommes « sans aucune vergogne », maltraite le personnel des châteaux. Comme elle est à la fois jeune, jolie et riche, elle prend vers 1445, elle a 19 ans, un amant, Pierre de Louvain, vicomte de Barzy, (a priori Barzy-en-Thiérache), militaire de son état. Il est garde du corps du roi, capitaine de cent lances, en garnison à Noyon, « gentilhomme jeune, viril, de fière allure», alors que Guillaume, usé, est proche de l'impotence. Il est décidé de se débarrasser du mari. Les premières tentatives, ratées, datent de 1448. Des essais d'empoisonnement ayant échoué en février 1449, le 9 mars, Blanche vient retrouver son mari dans son château de Nesles-en-Tardenois, officiellement pour partager sa couche, en réalité pour ouvrir la porte à ses complices, dont un bâtard de noble famille. Guillaume est assommé et égorgé, Blanche joue un rôle actif en étouffant son mari blessé sous un oreiller. Les complices s'enfuient, Blanche est retrouvée auprès de son mari, la robe prise sous le cadavre au point qu'elle n'a pu et ne peut bouger « tellement qu'elle ne pouvait avoir, laquelle robe et la couverture, ainsi que ses mains, étaient pleines de sang.»

## Épouse de Pierre de Louvain (1449-1464)
Blanche d'Aurebruche épouse clandestinement son amant dans la semaine qui suit, le mariage n'étant officialisé qu'un an plus tard. Les complices doivent affronter le ressentiment des frères de la victime. Les Flavy étaient auparavant divisés, se partageant entre soutiens au duc de Bourgogne, et partisans du roi de France, lors de l'affrontement entre ces deux camps (guerre civile entre Armagnacs et Bourguignons). Ils retrouvent leur unité à la suite de l'assassinat de leur frère et portent plainte devant le Parlement de Paris au nom de Charles, âgé de quelques mois, fils mineur de Guillaume. Outre le fait d'obtenir justice pour la mort de leur frère, l'objectif peut également être de récupérer les possessions des complices en obtenant qu'ils soient déclarés assassins et dépossédés de leurs biens : à cette époque troublée de mœurs rudes, de conflits quasi permanents, où la mort violente est monnaie courante, la recherche de leur intérêt, l'appât du gain, ne sont peut-être pas étrangers à leur démarche. Blanche et son mari sont arrêtés et enfermés à Compiègne le 26 mai 1449 puis libérés. Un procès s'engage. Blanche et Pierre font jouer leurs relations, multiplient les cadeaux aux personnes bien placées dont douze mille écus à André de Villequier, chambellan du roi, époux de Antoinette de Maignelais, maîtresse du roi Charles VII. Grâce à ce trafic d'influence de vente d'une lettre de chancellerie, les assassins bénéficient de lettres de rémission envoyées par la chancellerie du roi en juillet 1449. Le Parlement les refuse, le représentant du procureur du roi n'étant pas le moins vindicatif dans l'appréciation portée sur Blanche et sur le sort par elle mérité. De nouvelles lettres de rémission arrivent en août, sans plus de succès. Louvain s'active, aurait encore versé quatorze mille écus, obtient que le Parlement soit dessaisi et que le litige soit tranché par le conseil du roi. Le 14 novembre 1450, le roi déclare en son conseil la rémission de Blanche entérinée. Il semble que le fait que Guillaume de Flavy ait enfermé son beau-père pour le dépouiller, ait joué un rôle important pour que Blanche puisse bénéficier de cette mansuétude. Les Flavy vont cependant continuer de mener diverses actions devant le Parlement, leur haine s'avérant aussi tenace que quasi suspecte, pour ne pas cacher également une certaine avidité financière déjà évoquée. Pierre de Louvain, un temps privé de ses fonctions, est emprisonné à quelques reprises et même torturé, mais finit par retrouver ses titres et charges, se comporte honorablement lors de la bataille de Normandie (1449-1450), puis de Guyenne (1450-1453), est élevé chevalier en 1451,.
Le sort de Blanche n'est guère plus enviable que lors de son premier mariage : elle a perdu la tutelle de son fils Charles, obtenue par les Flavy, puis l'enfant meurt jeune et Pierre de Louvain, la tient séquestrée un temps dans une chambre. La mort de son mari va la délivrer de cette désastreuse union : Raoul de Flavy, seigneur de Rubencourt, (Rubescourt?), au service du duc de Bourgogne, n'a pas renoncé à venger son frère. Des spadassins ayant échoué en 1451, il passe lui-même à l'action et le 15 juin 1464 assassine de sa main Pierre de Louvain lors d'un duel, plus vraisemblablement lors d'une embuscade. Raoul, est condamné à mort, peine convertie en bannissement, la famille devant payer huit mille livres aux enfants, ils sont cinq fils, et deux mille livres à Blanche.

## Épouse de Pierre Puy (1464-?)
Blanche d'Aurebruche est alors âgée de 38 ans. Le 9 septembre 1464, trois mois après la mort de Pierre Louvain, elle contracte un troisième mariage en épousant un conseiller au Parlement, Pierre Puy, qui avait pu lui rendre quelques services lors des procès précédents et dont elle pouvait espérer un comportement plus policé. Le couple doit continuer de faire face devant les tribunaux en 1465 et encore en 1469, à la vindicte d'un autre frère de Guillaume de Flavy puis au fils de celui-ci.
Le mariage dure peu, le mari la traite durement de nouveau, veut la contraindre par menaces à signer des contrats, les époux se séparent et dès 1470, s'affrontent dans un procès. Blanche accuse son mari de l'avoir enfermée et d'avoir voulu sa mort. Pierre Puy promet qu'il la rossera, ce qui lui vaut d'être enfermé à la Conciergerie, en 1476 jusqu'à 1479 au moins, où il est en procès parallèle avec le gouverneur de l'Île-de-France à propos des biens de Blanche. Blanche obtient le soutien du tribunal qui défend à Pierre Puy d'aliéner les biens de son épouse, ce que Pierre Puy semblait avoir l'intention de faire et pouvait faire en tant que mari et détenteur de l'autorité. Blanche se réfugie sur sa terre de Montalmas, Pierre gardant le château de Nesles-en-Tardenois. Le couple a eu un fils, Louis, lui aussi enlevé à sa mère et confié à la garde d'un conseiller au Parlement. Pierre Puy en réclame la garde en 1473, et se retrouve en conflit avec les enfants nés du second mariage de Blanche, d'autant plus qu'il fait tout pour les discréditer voire à inciter à leur mort. Ceux-ci, les Louvain, enlèvent Louis Puy et l'emmènent en Allemagne, dénoncent Pierre Puy comme agent de la Bourgogne (le roi Louis XI est alors en lutte ouverte contre le duc de Bourgogne Charles le Téméraire). On emprisonne Pierre Puy derechef du fait de cette accusation, vers 1488. Il le restera pendant sept ans.
En 1492, Blanche est toujours vicomtesse d'Acy et malgré tout, épouse officielle, quoique séparée, de Pierre Puy.

## Postérité
- Le personnage de Blanche d'Aurebruche, figure, quoique sans ressemblance, dans un roman de Sophie de Bawr, Les Flavy, deux volumes, 1838[1].
- En 1895, l'auteur[31] d'un ouvrage La vérité sur Jeanne d'Arc, prête à Blanche un rôle actif lors de l'arrestation de Jeanne d'Arc en 1430 : Blanche aurait averti Jeanne qu'une trahison fomentée par Guillaume de Flavy allait conduire à l'arrestation de l'héroïne....sauf qu'en 1430, Blanche a trois ou quatre ans, et qu'elle ne connait Guillaume de Flavy qu'en 1436. Pour cet auteur, peu représentatif de l'opinion générale, l'assassinat de Guillaume de Flavy par Blanche ne fut bien entendu que justice[31].
- De manière générale, les chroniqueurs et auteurs, tous masculins, qui ont évoqué l'existence peu commune de Blanche d'Aurebruche, ont porté une appréciation mitigée, voire sévère, sur son comportement. Sans nier les aspects franchement négatifs de certaines de ses actions, Blanche d'Aurebruche est peut-être surtout une femme qui est sortie du rôle assigné à la gent féminine, en refusant de se soumettre, en résistant à l'oppression ou à la domination. Tout ne fut pas exempt de reproches dans sa vie, mais l'ensemble est aussi ce qui a fait qu'elle a laissé une trace dans l'Histoire.
- Blanche d'Aurebruche, épouse de Pierre de Louvain, est-elle la mère de Claude de Louvain, évêque de Soissons puis évêque de Sisteron? Cette information donnée par Émile Gaillard[5] parait douteuse : Blanche et Pierre de Louvain ont effectivement eu un fils prénommé Claude, qui se fait à un moment donné homme d'église, et a un frère Nicolas auquel il laisse ses biens[29], mais le Claude de Louvain évêque de Soissons puis de Sisteron, est le fils de Jean de Louvain et non de Pierre de Louvain, selon un membre de l'École des chartes[32] (voir Claude de Louvain). Par ailleurs, il est permis de penser que les autres historiens de Blanche d'Aurebruche, cités dans la bibliographie, n'auraient pas manqué de signaler un fait aussi étonnant. Une telle nomination en tant qu'évêque d'un fils d'une femme souvent estimée scandaleuse était-elle possible compte tenu de la morale officielle fortement imprégnée de religion de l'époque? Un tel paradoxe parachèverait de trop belle manière la carrière de Blanche d'Aurebruche, déjà singulière par ailleurs, mais il ne semble pas avéré.